# Caterpillar (film 2010)
Caterpillar è un film del 2010 diretto da Kōji Wakamatsu.
È stato presentato in concorso al Festival di Berlino, dove Shinobu Terajima è stata premiata con l'Orso d'argento per la migliore attrice.

## Trama
Durante la guerra sino-nipponica, nei tardi anni '30, il tenente giapponese Kurokawa compie terribili violenze, torture e nefandezze contro donne e uomini cinesi. Rientrato in patria orrendamente sfigurato, ridotto a un torso privo di braccia e gambe, sordo e muto, è pubblicamente considerato un eroe, l'incarnazione di una divinità della guerra. La moglie ne prova repulsione ma si piega a una cultura del dovere che la spinge ad accudirlo fino alla sottomissione, fino a sottostare al suo insaziabile e ruvido appetito sessuale.

## Riconoscimenti
- Festival di Berlino 2010
  - Orso d'argento per la migliore attrice (Shinobu Terajima)